# Arcidiecéze štětínsko-kamieńská
Arcidiecéze štětínsko-kamieńská (latinsky Archidioecesis Sedinensis-Caminensis) je římskokatolická metropolitní arcidiecéze v Polsku, která je centrem štětínsko-kamieńské církevní provincie. Jejími sufragánními diecézemi jsou Diecéze koszalinsko-kolobřežská a Diecéze zelenohorsko-gorzowská.

## Stručná historie
Roku 1140 byla zřízena Diecéze pomořanská, která od roku 188 nesla název diecéze kamieńská. V roce 1545 zanikla v dsledku řechodu biskupa k luteránské víře. V roce 1972 papež Pavel VI. obnovil diecézi štětínsko-kamieńskou, a vyčlenil ji z území berlínské diecéze. V rámci reorganizace polské diecézní struktury papež Jan Pavel II. vydal dne 25. března 1992 bulu Totus Tuus Poloniae populus, kterou diecézi štětínsko-kamieńskou povýšil na metropolitní arcidiecézi a vytvořil její církevní provincii.

## Galerie

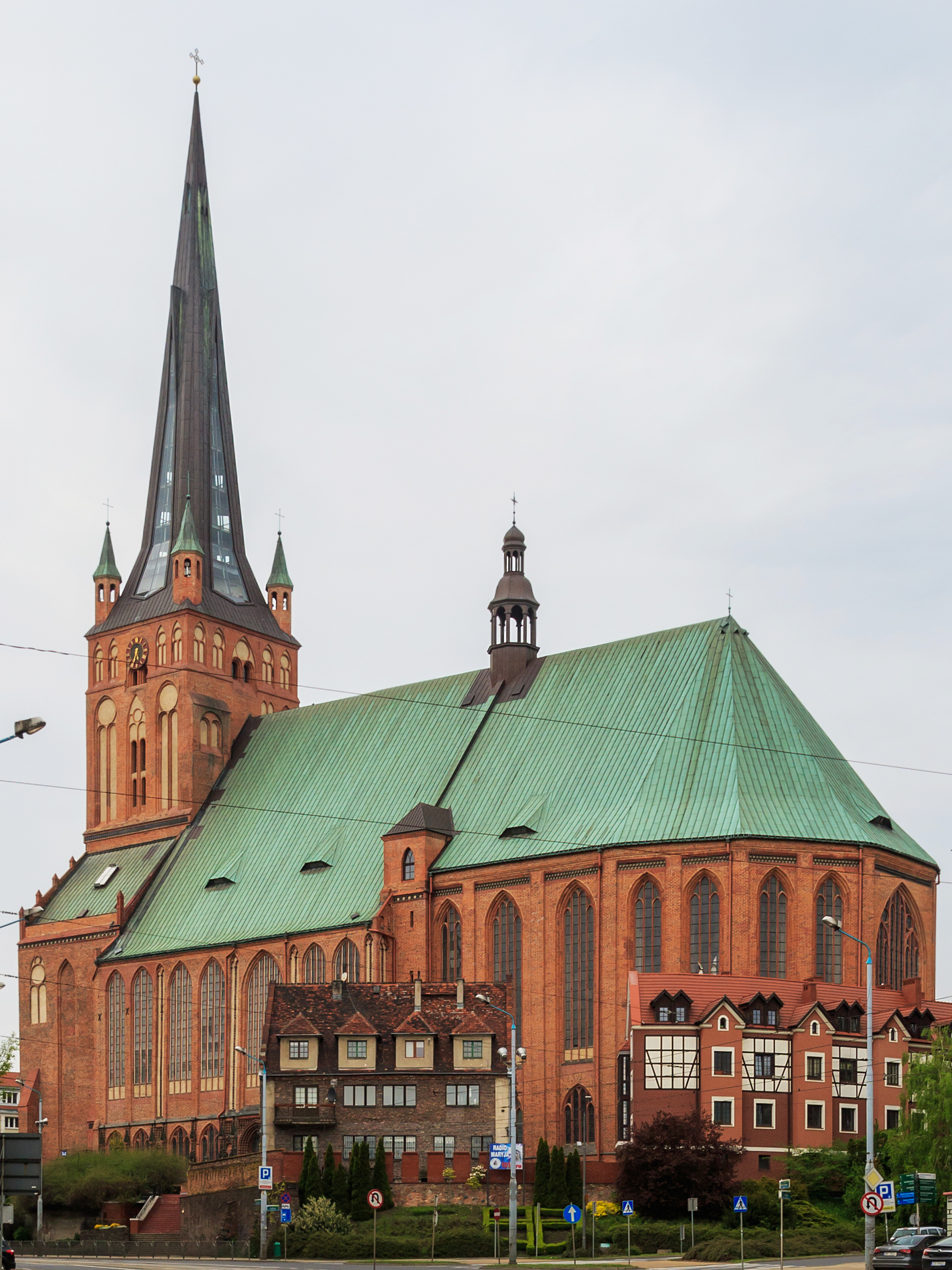
Štětínská Katedrála svatého Jakuba
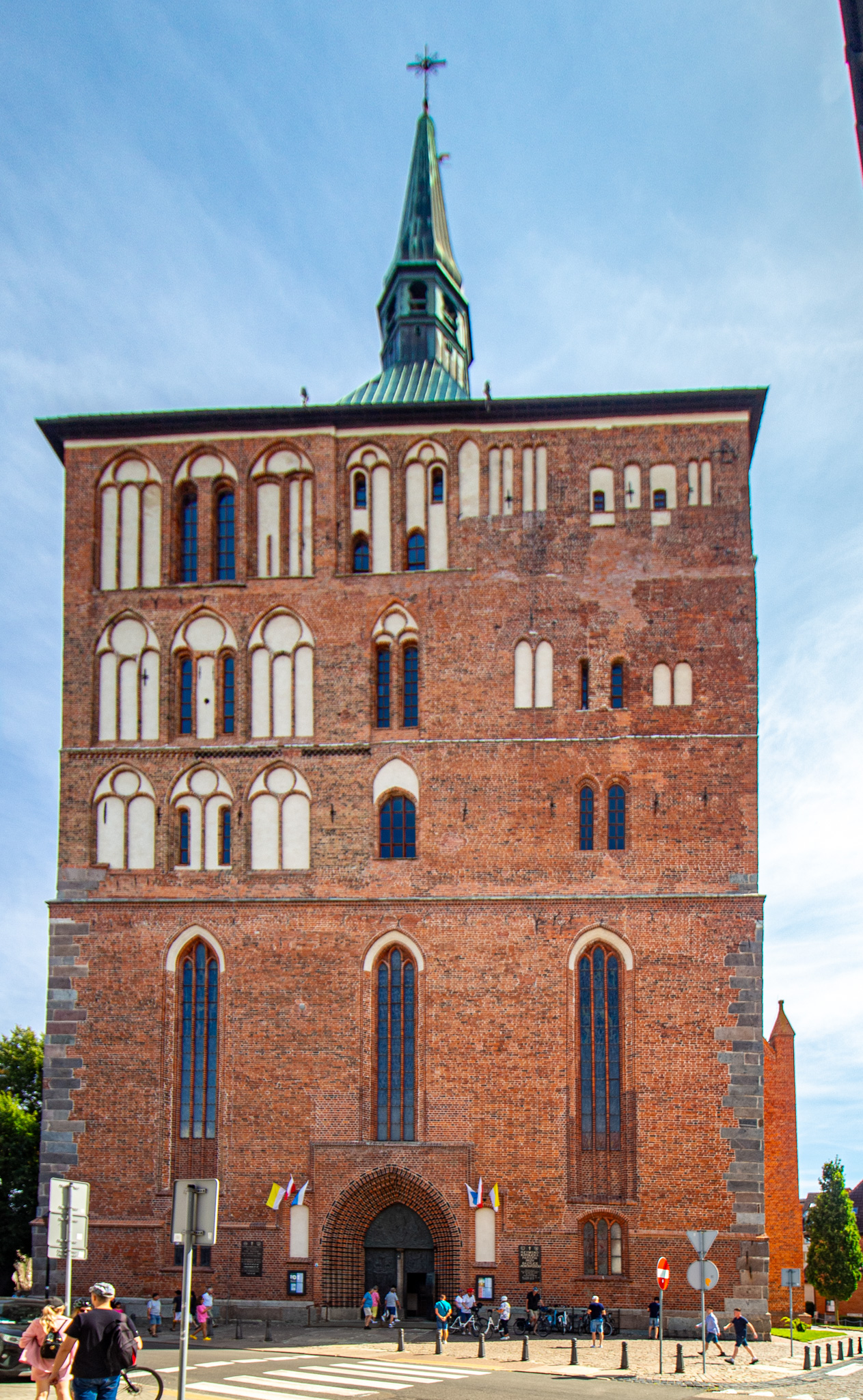
Košalinská katedrála Neposkvrněného početí Panny Marie
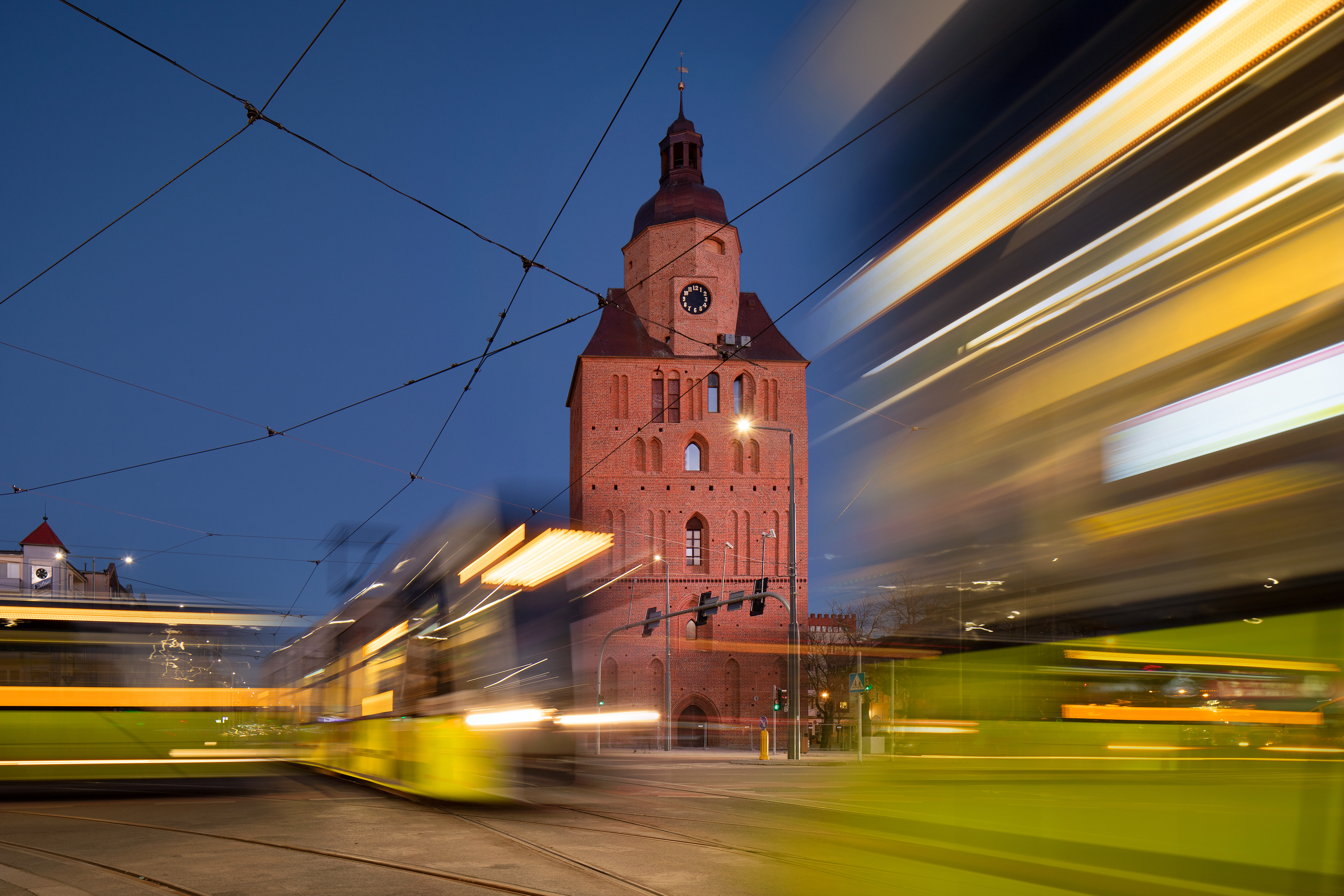
Gorzowská katedrála Nanebevzetí Panny Marie